# خوان جبريل كونسيبسيون
خوان جبريل كونسيبسيون (بالإسبانية: Juan Gabriel Concepción)‏ هو منافس ألعاب قوى إسباني، ولد في 7 أغسطس 1972 في بيرايز في إسبانيا.

## وصلات خارجية
- خوان جبريل كونسيبسيون على موقع الاتحاد الدولي لألعاب القوى (الإنجليزية)
- خوان جبريل كونسيبسيون على موقع أوليمبيديا (الإنجليزية)